# Той, що біжить лабіринтом: Ліки від смерті
«Той, що біжить лабіринтом: Ліки від смерті» (англ. Maze Runner: The Death Cure) — американський науково-фантастичний фільм, знятий режисером Весом Боллом у США. Є продовженням фільмів «Той, що біжить лабіринтом: Випробування вогнем» (2015) і «Той, що біжить лабіринтом»  (2014). У головних ролях — Ділан О'Браєн, Кая Скоделаріо, Томас Сангстер і Гі Хон Лі. Прем'єра в Україні відбулася 25 січня 2018 року.

## Сюжет
Події стрічки продовжують розгортатися навколо Томаса і його друзів. Головний герой дізнається, що вірус, який знищує людську расу, виліковний. Цього разу їм потрібно дізнатися навіщо був сконструйований Лабіринт і запущена епідемія. 

## В ролях
- Ділан О'Браєн — Томас
- Кая Скоделаріо — Тереза
- Томас Сангстер — Ньют
- Наталі Еммануель — Гарріет
- Джанкарло Еспозіто — Хорхе
- Ейдан Гіллен — Дженсон
- Волтон Гоггінс — Лоуренс
- Кі Хонг Лі — Мінхо
- Кетрін Макнамара — Соня
- Вілл Поултер — Галлі
- Роза Салазар — Бренда
- Патріша Кларксон — Ава Пейдж
- Баррі Пеппер — Вінс